# Elleni
Elleni (in greco antico: οἱ Ἕλληνες?) è una delle denominazioni dei greci.
I Greci antichi - che chiamavano sé stessi Elleni - attribuirono la loro origine a un mitico eroe eponimo, Elleno, dal quale sarebbe derivato il loro nome e che avrebbe avuto tre figli: Eolo, Doro e Xuto. Quest'ultimo a sua volta avrebbe generato Acheo e Ione. In questo modo essi spiegavano l'esistenza degli Achei, Eoli, Ioni e dei Dori, le quattro stirpi in cui si divideva il popolo degli Elleni.

## Etimologia
La parola (H)el-las (Ελλάς) è scomponibile in e- o es-, "nostro", e -laos (λαός), "gente", "nazione" o laas (λάας), "pietra", quindi "nostra gente" oppure "nostra gente delle pietre", collegato al mito greco del diluvio universale, dopo il quale Deucalione e Pirra, come istruiti da Zeus, lanciarono pietre al suolo, dalle quali nacquero gli uomini postdiluviani.
Altre etimologie includono sal, "pregare", con ell, "montagnoso", e sel, "illuminato".

## Origine
Pare che Hellas (Eλλάς) fosse la terra degli Hellenes, altro nome dei Mirmidoni che abitavano la Ftia tessalica e i territori di Alos, Alope, Eraclea Trachinia, Argo Pelasgica.
Omero descrive Achille che prega Zeus Dodoniano come il dio primigenio: "Re Zeus, pianse, signore di Dodona, dio dei Pelasgi, che dimorano lontano, tu che tieni l'agghiaciata Dodona sotto la tua influenza, dove i tuoi profeti i Selli dimorano intorno a te con i loro piedi non lavati e i loro vestiti fatti di terra."
Aristotele sostiene che i Selli (Σελλοί), i sacerdoti di Dodona in Epiro, potrebbero aver scelto loro il nome, da Elle, altro nome della Dea. Inoltre riporta che un antico cataclisma distrusse "l'antica Hellas, tra Dodona e il fiume Acheloo  […], la terra occupata dai Seli e dai Graeci, che più tardi sono giunti ad esser conosciuti come Hellenes".
Tolomeo chiama l'Epiro Hellas primordiale. Pertanto, la probabilità che i Selloi fossero una tribù dell'Epiro, che in seguito emigrò verso sud in Tessaglia e adottò il nome di Hellenes come proprio, può essere valida.
Uno studio più recente ricollega il nome a una città chiamata Hellas vicino al fiume Spercheus, chiamata così ancora oggi.

## Diffusione dell'uso del termine "Hellenes"
Nel significato più vasto il termine Hellenes appare scritto per la prima volta in un'inscrizione di Echembroto, dedicata a Eracle per la sua vittoria nei Giochi pitici, e riferiti alle 48º Olimpiadi (584 a.C.). Sembra che il suo uso si sia stabilito permanentemente nel V secolo a.C.
Dopo le Guerre Persiane fu scritta un'iscrizione a Delfi per celebrare la vittoria sui Persiani e per lodare Pausania come generale a capo degli Hellenes. La consapevolezza di un'unità panellenica fu promossa dalle feste religiose, in particolare nei Misteri eleusini nei quali tutti i partecipanti dovevano parlare il Greco, nonché attraverso la partecipazione ai Giochi panellenici, nei quali sono inclusi i Giochi Olimpici.
Qui, i partecipanti rappresentavano la tribù di appartenenza: nessuna donna né uomo che non fossero greci potevano partecipare.
In tempi successivi ci furono sporadiche eccezioni a questa regola, come quella fatta per l'imperatore Nerone: un chiaro segno dell'egemonia politica romana.

## Le società tribali del nord
La consapevolezza che i quattro gruppi tribali riconosciuti come "ellenici" (ioni, eoli, achei e dori) provenissero da un nord ancora barbaro, ebbe un'influenza anche sui popoli settentrionali, abitanti l'Epiro e la Macedonia. Gli stessi Dori pare non fossero ellenici, ma resero Doro, il loro progenitore, figlio diretto di Elleno, per potersi dire fratelli dei loro predecessori. In altre leggende Doro è invece ellenico di seconda generazione, figlio, cioè, di Xuto, il secondogenito di Elleno o un'altra teoria dice che I Dori erano i figli di Eracle.
Come per esempio Makednos il primo Macedone che era figlio dell'Aellus che era uno dei figli dell'Helenus.
La differenza stava che mentre nel sud della Grecia come sistema politico avevano lasciato da diversi anni la monarchia e avevano o un sistema democratico o un sistema oligarchico, nel nord della Grecia erano rimasti ancora ai sistemi politici che si riscontravano in Grecia all'epoca di Omero. Un miscuglio fra monarchia e oligarchia in cui il re doveva essere confermato dai soldati come si faceva con gli Epiroti e i Macedoni.
Eppure l'oratore ateniese Demostene, nella sua Terza Filippica, si avventò sì contro i Macedoni di Filippo, ma senza toccare la questione dell'origine. Similarmente Tucidide, chiama gli abitanti dell'Acarnania, dell'Etolia, e gli abitanti dell'Epiro e della Macedonia barbari, ma fa ciò strettamente dal punto di vista del livello culturale e non di quello dell'origine, dal momento che la loro lingua era un dialetto greco come riconoscono anche i Romani. Polibio addirittura, si arrischia a considerare le tribù dell'Ellade occidentale, dell'Epiro e della Macedonia come elleniche in tutti gli aspetti.

## Hellenes e barbari
Nei secoli seguenti, Hellene assunse un significato più ampio, andando ad identificare le popolazioni "civilizzate" in generale, in contrapposizione col termine "barbaro" (βάρβαρος).
Il termine βάρβαρος è onomatopeico in origine: gli stranieri erano detti tali poiché non erano in grado di pronunciare il greco, cosa che risultava simile a un balbettio. Questa alterigia non era propria dei soli greci: anche gli Egiziani, secondo Erodoto, "chiamavano barbari tutti quelli che parlavano una lingua diversa", e perfino gli Slavi diedero ai Germani il nome nemec, che significa "muto".
"Barbaro" alla fine assunse un uso dispregiativo, col significato di "analfabeta" o "non civilizzato" in generale.
La distinzione tra Elleni e barbari rimase fino al IV secolo a.C.: Euripide, nella sua Ifigenia in Aulide, ipotizza come fosse plausibile che gli Hellenes governassero i barbari, perché i primi erano destinati alla libertà e i secondi alla schiavitù.
Ma le differenze tra ellenico e barbaro col tempo passarono da un piano etnico a un fatto di stampo più pedagogico: secondo Dionisio di Alicarnasso, un elleno differisce da un barbaro per l'educazione, la conoscenza della filosofia, il rispetto delle regole e della legge.
E infatti Paolo di Tarso, nel I secolo d.C., considerava un obbligo predicare il Vangelo a tutti gli uomini, "Hellenes e barbari, entrambi saggi e sciocchi".
Isocrate dichiarò nel suo Panegirico
.

## Hellenecome sinonimo di "pagano"
Si ritiene che il contatto tra Ebrei cristiani ed Elleni portò alcuni a dare a Hellene una valenza religiosa: l'elleno era un filosofo, quindi o ateo o politeista e comunque pagano.
Col passare dei tempi si giunse a chiamare tutti i pagani con il termine Hellene. Lo sviluppo nei confronti di un significato puramente religioso fu lento e si completò approssimativamente nel II o nel III secolo d.C.
Diversi libri scritti a quel tempo dimostrano abbastanza chiaramente il cambiamento semantico.
San Paolo nelle sue Epistole usa Hellene, quasi sempre in associazione con Ebreo, con lo scopo di rappresentare la somma di due entità contrapposte. Hellene è usato in un significato religioso per la prima volta nel Nuovo Testamento: nel Vangelo secondo Marco 7,26, una donna si inginocchia davanti a Gesù: "La donna era un'ellena, una sirofenicia per nascita". Dato che la nazionalità della donna era siriofenicia, "hellene" (tradotto in "greca" in alcune versioni come nella Reina-Valera o nella Bibbia di Re Giacomo, e come "pagana" in altre come in Ulfilas o Wycliffe) deve perciò riferirsi alla sua religione.
Sant'Atanasio di Alessandria, scrisse il suo Contro gli Hellenes nel IV secolo. In questo contesto, significa semplicemente "pagano" in generale, senza distinzioni di razza.
Se Teodosio I avviò i primi passi contro il paganesimo, Giustiniano I sostenne riforme che diedero l'avvio alla persecuzione pagana su massima scala: il Corpus iuris civilis conteneva due statuti che decretavano la totale distruzione dell'Ellenismo.
L'accezione di "pagano", nel termine Hellene è riuscito a persistere sino ai tempi recenti: molti gruppi neopagani che propugnano la ripresa del culto olimpico, si sono autonominati "Elleni" o "Ellenisti" e la propria religione Hellenismo.
Dalla fusione tra queste culture si sviluppò la cultura micenea, chiamata così dal nome della città di Micene, suo centro nevralgico.
La cultura micenea decadde sul finire del II millennio a.C., e suo colpo di grazia fu la calata dal nord dei Dori, che secondo alcuni non sono ellenici. I Dori si affiliarono alle precedenti popolazioni rendendo Doro, loro eroe eponimo, figlio di Elle o della sua personificazione maschile Elleno.
Attualmente i Greci moderni si definiscono "Elleni", e il nome della Grecia è infatti Ellada o Ellinikí Dimokratía, mentre in italiano esiste molta confusione sui due termini.
La denominazione di "Elleni" si ebbe all'indomani della battaglia di Cheronea (338 a.C.), dopo la quale Filippo indisse un congresso (a Corinto) a cui ebbero possibilità di partecipare tutti gli "Elleni" sconfitti. Questi si unirono con i Macedoni nella lega di Corinto.